# 錢皮恩鎮區 (密歇根州)
錢皮恩鎮區（英語：Champion Township）是位於美國密歇根州馬凱特縣的一個行政鎮區。

## 地方資料
錢皮恩鎮區的面積為323.40平方千米，當中陸地面積為313.10平方千米，而水域面積為10.30平方千米。根據2020年美國人口普查的數據，當地共有人口250人，而人口密度為每平方千米0.77人。